# Schule der Arbeitslosen
Schule der Arbeitslosen ist ein dystopischer Roman des deutschen Schriftstellers Joachim Zelter, erschienen 2006.
Der Roman spielt im Jahre 2016. Zur Lösung des anhaltenden Problems der Langzeitarbeitslosigkeit hat die Bundesagentur für Arbeit einen neuen Typ von Schulungseinrichtung entwickelt. „Sphericon“ heißt das fiktive Maßnahme-Center, das durch eine absurd-bedrohliche Mischung aus positivem Denken, Animation, Bewerbungstraining, Strafen und Belohnungen neue Menschen schaffen will: den idealen Bewerber. Im nüchternen Stil eines Berichts entwirft Zelter ein Szenario, das immer bedrohlicher wird. Unter der glatten Oberfläche entwickelt sich eine brutale Perspektive auf die Arbeitslosen, die ihre physische Vernichtung nahelegt. Rezensenten verbinden das Werk mit düsteren Visionen von George Orwell, Aldous Huxley und Stephen King.

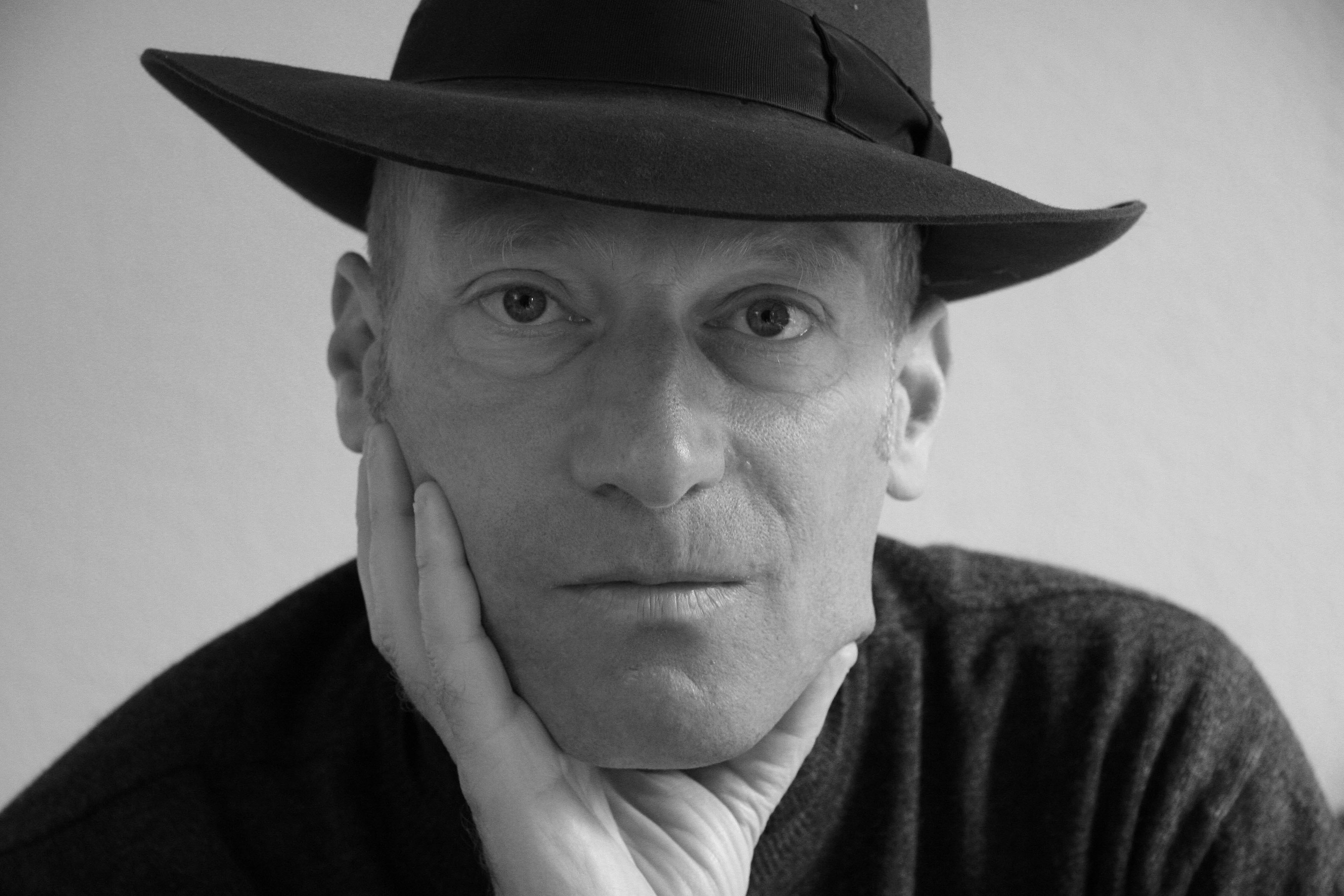
Joachim Zelter

## Inhalt
Unter stetigem Druck der Bundesagentur für Arbeit, aber immer „freiwillig“, werden Arbeitslose in eine Schule transportiert, in das Sphericon, eine Einrichtung in einem abgelegenen Industriegebiet. In ganz Deutschland sind solche Transporte unterwegs, Busse mit dem Slogan Bundesagentur für Arbeit. Deutschland bewegt sich. Wer auf der Fahrt aussteigt und flüchtet, wird unmittelbar aus den Computern der Bundesagentur gelöscht, wie zwei Arbeitslose aus dem Sphericon-Bus, die an einer Raststätte verschwinden.
„Jeder weitere Anspruch gegenüber der Bundesagentur ist verwirkt. Ab jetzt stehen sie außerhalb jedweder Obhut. Ihre Namen und Daten werden zum Löschen freigegeben. Ihre Koffer werden entsorgt. Als wären zwei Menschen mitten auf dem Meer von einem Schiff gesprungen, ins Nichts.“ (Joachim Zelter, Schule der Arbeitslosen, S. 16; im Folgenden werden Zitate aus dem Roman bloß mit Seitenangaben ohne weitere Angaben zitiert)
In der Schule werden die Arbeitslosen in Gruppen eingeteilt und einem Trainer zugewiesen. Geschlafen wird in primitiven Schlafsälen, die Frauen nur durch einige Schränke von den Männern getrennt. Unmittelbar beginnt die Gehirnwäsche, „nichts soll so bleiben wie es ist“. „School of Life“ will Sphericon sein, unter dem Motto Diversität, Novität, Kontingenz sollen Bestehendes ausgelöscht, Verbindungen gekappt werden. „Wir haben falsch gelebt. Falsch!“, wird den Teilnehmern eingehämmert.
Zunächst müssen sich die Schüler neu erfinden, in fiktiven Lebensläufen und digital bearbeiteten Bewerbungsfotos sich selbst neu erschaffen. In drei Monaten sollen aus den Arbeitslosen dynamische Bewerbungsprofis werden, rücksichtslose Kämpfer für die mystische Stelle, Jobjäger, die selbst in Todesanzeigen in jungen Jahren Verstorbener Jobmöglichkeiten wittern, die jede Beziehung der Jobsuche opfern.
Die Neuerfindung des eigenen Lebens wird begleitet durch allgegenwärtige Berieselung mit Slogans (z. B. „Work Is Freedom“, S. 28), fiktiven Fernsehserien (Job-Quest), Songs und Ansprachen. Mitten in der Nacht werden die Bewerber aus dem Schlaf gerissen und in Einzelgesprächen mit Trainern und dem Schulpsychologen aggressiv angegangen. Ein Belohnungssystem wird eingerichtet, je nach Leistungen gibt es drei Stufen der Schulwährung Bonus-Coins, für die man in der Kantine einkaufen kann. Flirts werden unterstützt, Paare erhalten den Schlüssel zu Doppelzimmern (Weekendsuite I und II), in denen sie eine gemeinsame Nacht verbringen können. Promiskuität ist dabei ausdrücklich erwünscht, die Trainer sollen die Schlüssel nicht mehr als zweimal dem gleichen Paar geben.
Zwei Schüler, Roland Bergmann und Karla Meier, entziehen sich zeitweise der Konkurrenz, nutzen die Computer zu nachdenklicher Kommunikation. Dadurch geraten sie immer massiver unter Druck. In der Weekendsuite halten sie körperliche Distanz, beschäftigen sich mit ihrer realen Vergangenheit. Roland passt sich schließlich an, wird sogar zu einem der Musterbewerber. Karla widersteht dem Druck, wird schließlich in einem Kellerraum tagelang isoliert und zum Hassobjekt der Mitschüler. Der Kontakt zu Roland reißt ab. Am Ende teilt auch sie trotz vorsichtiger Ausbruchsversuche das Schicksal der anderen.
„Karla und Roland ahnen, dass sie sich ins Jenseits der Gesellschaft qualifizieren sollen. Doch ihnen fehlt für ihre Liebe Selbstvertrauen. Das schon lange vor Sphericon begonnene Lebenslaufgebastel hat sie mürbe gemacht. Die Bundeszentrale für Arbeit siegt: Per Stellenausschreibung treibt sie das Liebespaar gnadenlos auseinander.“
Die Ereignisse steigern sich, als ein hoher Vertreter der Bundesagentur mit dem Hubschrauber eingeflogen wird und als höchstes Lob Sphericon eine reale zusätzliche Trainerstelle anbietet. Die Stelle wird unter den Schülern ausgeschrieben und in einer Serie von Bewerbungsevents vergeben.
Das Trimester endet für alle Schulungsteilnehmer mit einer feierlichen Zeugnisausgabe. Im Stil einer amerikanischen Universität wird feierlich das Certificate of Professional Application verliehen. Mit den Bussen der Arbeitsagentur geht es zurück, scheinbar in Richtung weihnachtliche Heimat, mit neuen Jobhoffnungen im Gepäck. Aber es mehren sich düstere Zeichen: Familien sind telefonisch nicht erreichbar, Mitarbeiter der Bundesagentur geben bekannt, dass den Teilnehmern der Schulung eine Urlaubsreise spendiert werde. Es geht mit zahllosen anderen Bussen aus Schulungszentren in ganz Deutschland in Richtung Flughafen. Unter polizeilicher Bewachung werden die Arbeitslosen in Flugzeuge gebracht und – angeblich für eine Urlaubsreise – in Richtung Sierra Leone ausgeflogen.

## Stil

### Sprache
Die nüchterne, kühle Sprache Zelters beschreibt die negative Utopie im Reportagestil. Kurze, prägnante, teilweise unvollständige Sätze schildern die Ereignisse in nüchterner Präzision. Das Wörterbuch der Unmenschlichkeit wird unauffällig aufgeblättert. Die Sprache der Bundesagentur des Jahres 2016 ist die Sprache der Verwaltung, brutale Entscheidungen verbergen sich hinter behördlicher Sachlichkeit, flotten Anglizismen und gezielter Desinformation. Das Bedrohliche der geschilderten Situationen deutet sich in unscheinbaren Details an, in verfremdeten Zitaten, verdeckten Anspielungen und Vergleichen. So sollen die Arbeitslosen „einsehen“, dass sie alles falsch gemacht haben wie „Strafgefangene“ oder „Drogenabhängige“. Auf der Fahrt zum Schulungszentrum halten manche Autofahrer deutlichen Abstand, „… so als wäre der Bus ein gefährliches Omen“. Die mit dem Slogan „Deutschland bewegt sich“ und dem Logo der „Bundesagentur“ deutlich gekennzeichneten Busse dienen „nach einer internen Richtlinie der Bundesagentur … vielfachen Demonstrationszwecken“: Neben der „Leistungsfähigkeit“ und der „Bemühung“ sind sie auch „fahrende Schreckbilder“.
Das Schulungszentrum Sphericon spricht die Sprache der Erfolgscoaches der Wirtschaft, durchsetzt mit englischen Slogans und Begriffen. Auch der Slogan „Work is Freedom“ – eine Anspielung auf die Torinschrift „Arbeit macht frei“ nationalsozialistischer Konzentrationslager – kommt harmlos daher. „Work is Freedom“ heißt es in der „Hausordnung“ ebenso wie auf zahlreichen Postern, die Wildwasserfahrer, Bergsteiger oder Taucher „im Moment der größten Anstrengung und Gefahr“ zeigen. Die Unmenschlichkeit im Umgang mit den Arbeitslosen wirkt modern, locker, positiv. Aus Arbeitslosen werden „Trainees“: „Bereits die Sprache Sphericons ist ein Neuanfang.“ Ein typisches rhetorisches Mittel der Slogans ist die klassische Dreierfigur: „Diversität, Novität, Kontingenz“ lautet das Motto der Schulleitung, „Beweglichkeit, Elastizität, Unvorhersehbarkeit“ eine Forderung an die Schüler. Dabei mischt Zelter Alltagsbegriffe, Anglizismen und Wortschöpfungen bis zur völligen Sinnentleerung.
In der Rezeption wird Zelters komplexe Montage und Transformation von Diskursformen verschieden beurteilt, teilweise auch massiv kritisiert. Jens-Christian Rabe würdigt in der Süddeutschen Zeitung die „gebührende Härte“, mit der „der brutale, lebensfeindliche Unterton der Rhetorik der in unserer Gegenwart große Hallen füllenden Motivationstrainer“ demaskiert werde. Anderen Kritikern wie etwa Klaus Ungerer missfällt die Verschränkung der „derzeitigen Probleme unseres Kapitalismus und unserer Medienrealität mit der Sprache des Dritten Reiches“.
Trainer des Bewerbungsteams Apollo, das im Zentrum des Romans steht, ist Ansgar Fest. Seine Sprache, zusammengesetzt aus Slogans, Anglizismen und Befehlen, fordert den ultimativen Zynismus, wenn er im Kommandoton zum Durchforsten der Todesanzeigen auf Jobchancen auffordert. Aggressiv zerfetzt er die Selbstdarstellung, das Selbstbild der Teilnehmer. Brutal zeigt er jede kleinste Lücke im Lebenslauf auf, fordert die Neuerfindung einer an das System angepassten Biographie und Selbstdarstellung.
„Fests Sprache setzt sich aus sinnentstellten Sprüchen zusammen: »Eine gelungene Bewerbung ist wie ein Bestsellerroman. Alles Autobiografische ist autofiktional, und umgekehrt. Just do it!« Seine Sprache zeugt zugleich von einer Disziplinierung und einer Verwahrlosung des Denkens. »Die Umsetzung des eigenen Potenzials setzt die kompetente Führung der eigenen Person voraus. Das erfordert, eigene emotionale, kognitive und physiologische Prozesse wahrzunehmen und zieldienlich zu gestalten.« Das ist ein beliebiges Beispiel aus der heutigen Coaching-Sprache. Zelter spinnt derlei in seinem Roman nur ein wenig weiter.“
Ein zentrales stilistisches Mittel ist die Verschiebung und Verfremdung von Diskurselementen aus ihrem Kontext in andere Zusammenhänge, vor allem als sinnentleerte Versatzstücke in der Sprache der verwalteten Welt der Arbeitsagentur und der Schulungseinrichtungen. So wird aus Kants Verständnis von der Freiheit als Pflicht und Hegels Formel von der Freiheit als Einsicht in die Notwendigkeit die platte Einsicht in die Verordnungen der Arbeitsverwaltung: „Die ganze Zeit setzt man auf Freiwilligkeit – und auf Einsicht. Aus eigener Einsicht haben die Trainees die Notwendigkeit eingesehen. Sie selbst haben den Schulvertrag nach Hause genommen.“ (S. 8f). Der Druck, der die Arbeitslosen in die Maßnahme und ins Sphericon zwingt, wird sprachlich zur freien Vernunftentscheidung umgedeutet. In der Welt der Arbeitsagentur des Jahres 2016 erscheint die Idee der Freiheit als völlig sinnentleert und als „Einsicht“ in die Notwendigkeit von Maßnahmen, die den Interessen der Betroffenen diametral entgegenlaufen. Es ist in diesem Kontext nur logisch, dass die fast hundertseitige Hausordnung von Sphericon biblische Bedeutung annimmt: „Weit mehr als eine gewöhnliche Hausordnung. Vielmehr eine umfassende Ordnung, eine Schul- und Lebensordnung. Wenn man will eine Lebensphilosophie. Daher auch der großbuchstabierte Titel >A New Life<.“ (S. 25)
Auf vier Seiten „zitiert“ der Roman diese Hausordnung, eine Sammlung von Aphorismen, Informationen und Anweisungen. Hier finden sich konzentriert Sprache und Slogans des Sphericon, von einer „Yale Method“ ist hier zusammenhanglos die Rede, von „Zero tolerance“ für „Mitleid und Selbstmitleid“, von „Dress Code“ und Öffnungszeiten der Cafeteria. Über allem steht aber das Motto „Work is Freedom“. Diese Sammlung von Regeln, versteckten Drohungen und Zwängen sowie ihrer Verharmlosung macht die Situation deutlich, in der sich die Arbeitslosen befinden. Die Anpassung an diese Sprache fordert die Aufgabe kritischen Denkens, bedeutet den Verlust der Fähigkeit, die eigene Situation auch nur angemessen zu beschreiben. Der Begriff der Freiheit wird zur ultimativen Drohung, als am Ende die Arbeitslosen nach Freetown, der Hauptstadt von Sierra Leone, einem der ärmsten Länder der Welt, ausgeflogen werden. Schon vorher hatten die an verschiedenen Stellen des Sphericons aufgehängten Poster vom Strand in Sierra Leone die Teilnehmer irritiert, Bilder mit „halbvertrockneten Palmen“ und dem Stempel der Bundesanstalt, die aus der Hochglanzwelt des Schulungszentrums herausfallen.
Weitere Versatzstücke der Sprache des Romans stammen aus dem militärischen Jargon. Das Trainer-Corps trägt Uniform, ein Poster in Sphericon mit dem Motto Careless Talk costs Jobs (S. 30) verfremdet eine Weltkriegskampagne, die vor Spionage warnte („Button Your Lip; Loose Talk Can Cost Lives“).
Joachim Zelter thematisiert sein sprachliches Konzept im Roman mit den Worten des Trainers Ansgar Fest:
„‚Würde man ein Buch über SPHERICON schreiben, es kämen darin keine wirklichen Menschen vor, auch keine Figuren von Menschen, sondern höchstens Fragmente oder Figmente wechselnder Lebensläufe … Funktionen und Produkte biographischer Entwürfe … Kombinatorische Konstrukte … Künftige Stelleninhaber … Stelleneroberer!‘ Und: ‚Die meisten Figuren bräuchten nicht einmal Namen. Und / selbst wenn doch, dann nur, um sie jederzeit austauschen und wechseln zu können …‘ Und: ‚Die Sprache wäre die Sprache von SPHERICON: knapp und kurz, die Sprache von Regieanweisungen. Auf Regieanweisungsknappheit reduzierte Bewegungen und Kommentare. Eine Sprache im ständigen Präsens.‘“ (S. 68f.)
Das literarische Konzept beschreibt also eine Gratwanderung. Die Absetzbewegung von der verwalteten Welt findet in ihrer Sprache statt, im Spiel mit ihrem Jargon, ihren Bildern, ihrer Logik. Eine Gegenwelt zur Sprache der Maßnahmen, Schulungen und Bewerbungen sucht Zelter nicht im Gegenbild gelingender menschlicher Kommunikation, sondern eher in der Dekonstruktion und Zerstörung der konnotationsgeladenen Sprache der Coaches, Verwalter und Politiker. Zelter hat sich in einem Interview zum Sprachkonzept seines Werkes geäußert:
„Die Unerreichbarkeit von Vollbeschäftigung steht im krassen Gegensatz zu dem, was Politiker, Gewerkschafter und Kirchen propagieren. Im Buch wird der Kontrast zwischen Sprache und Wirklichkeit auf die Spitze getrieben. Es beinhaltet eine Kritik an einer ökonomistischen Grundhaltung, die sich in Redewendungen wie »Kinder sind unser größtes Kapital« oder »Human Resources« niederschlägt.“

### Satire
Die Verkehrung der Welt durch die „Maßnahmen“ der Verwaltung greift Zelter auch satirisch auf, etwa wenn er die Abfahrt der Sphericon-Busse beschreibt: „Einige Angehörige machen Fotos von Vätern und Müttern kurz vor ihrer Einschulung.“ Die Fixierung auf die perfekte Bewerbung führt zu einer absurden Sicht der Welt. So startet ein Vortrag zur „Geschichte der Bewerbung“ mit der „Bewerbung im Mittelalter (Minnesang)“ Aus dem Kommunikationsmodell von Sender, Kommunikationsmedium und Empfänger wird die Beziehung zwischen „Bewerbungssender, Bewerbungsempfänger“ und „Bewerbungsmedien“.
Satirische Passagen führen auch den Umgang mit dem Fetisch „Arbeit“ ad absurdum, etwa wenn „Sphericon“ die Ansprache eines „Arbeitstheologen“ einspielen lässt:
„Er sprach mit feierlicher Fistelstimme: Gibt es so etwas wie Arbeit nach dem Tod? Gesetzt den Fall, es gäbe keine Arbeit vor dem Tod, gibt es dafür Arbeit nach dem Tod? Im Jenseits? Ist ein Paradies vorstellbar ohne Arbeit?“ (S. 181)
Wahnhafte Lösungsideen der Politik werden in ihrer Absurdität vorgeführt, wenn Zelter den Leiter von Sphericon davon träumen lässt, die Arbeitslosen auf Millionen von Fahrradergometern für die Energieversorgung des Landes zu aktivieren. Wie nah Zelters Satire an der Realität ist, zeigt die fiktive Serie Job Quest, die für die Teilnehmer in Sphericon allgegenwärtig ist, als Roman, als Fernsehserie, in Form von Musiktiteln. Längst ist der Slogan im Internet Realität, bieten Internetagenturen unter dem Titel ihre Dienste an („MEMBER OF THE CREME DE LA CREME HUMAN RESOURCES GROUP OF COMPANIES“).

## Themen

### Arbeitslosigkeit
Kernthema des Romans ist die Arbeitslosigkeit. In einem Interview hat Zelter darauf hingewiesen, dass seine Schilderungen des Phänomens auf eigene Erfahrungen zurückgehen. Im Roman werden verschiedene Aspekte der Arbeitslosigkeit angesprochen. Zunächst einmal erscheint die Arbeitslosigkeit als Schuld der Betroffenen. Ein Kernziel der „Schulung“ im Sphericon ist die Vermittlung der Erkenntnis, dass die Arbeitslosigkeit eine Folge „falschen Lebens“ ist. Bewerbungen scheitern, glaubt man den Trainern des Schulungszentrums, am Phantasiemangel der Bewerber, nicht am Mangel an Arbeitsplätzen.
Die Arbeitslosen, im Sphericon zu „Trainees“ avanciert, reagieren widersprüchlich. Selbstzweifel und Hass auf Verweigerer sind die eine Seite der Medaille. Die überwiegende Mehrheit übernimmt stillschweigend die Perspektive, die ihnen vorgegeben wird. Angesichts der realen Misere auf dem Arbeitsmarkt treibt diese Haltung seltsame Blüten. Im Sphericon entstehen seltsame Gerüchte über Stellenangebote, die die Hoffnungen der Arbeitslosen satirisch überzeichnen. „Seit Tagen geistert das Gerücht sogenannter Nordseestellen“. Die größte deutsche Brauerei betreibe auf einem stillgelegten Supertanker eine Brauerei in der Nordsee und suche Mitarbeiter.
Ein Rechtfertigungsversuch der Arbeitslosen besteht in Spekulationen über Arbeitslosenzahlen. Zelter nimmt hier das politisch motivierte Jonglieren mit der Arbeitslosenstatistik aufs Korn. Im Jahre 2016 – so der Roman – gibt es „zu dieser Frage keine offiziellen Zahlen“. Wenn überhaupt, dann gebe es nur undurchsichtige Zahlen eines „mathematischen Instituts“, das „nicht mehr in Menschenzahlen“, sondern in einer komplex konstruierten und vielfach differenzierten Menge „schwankender Variablen“ rechne. Für die Arbeitslosen wäre eine hohe Zahl zugleich bedrohlich, aber auch eine Legitimation ihres Scheiterns: „Zehn Millionen! Das ist keine Minderheit mehr, sondern bald die Mehrheit. Gegen eine Mehrheit können sie nicht angehen.“
Immer deutlicher demaskiert der Roman die brutale Sicht der Gesellschaft auf die Arbeitslosen. Auch wenn genügend Geld da wäre, will man daran festhalten, „dass Arbeitslosigkeit unhinnehmbar ist, widernatürlich, unsozial und unmenschlich.“
„Arbeitslos bleibt arbeitslos. Kein anderes Wort ist hier erlaubt, außer arbeitslos! Nicht lesen, nicht träumen, nicht sprechen – sondern arbeitslos. Nicht spazieren gehen oder Bäume anschauen oder Blumen pflücken – sondern arbeitslos. Kein Weiterleben oder Neu-Leben, sondern arbeitslos: Das ist ein Mensch, dem alles Wesentliche fehlt. Wie ein Mensch ohne Fuß, ohne Augen, ohne Kopf. Ohne Freunde, ohne Herz und Verstand. Und selbst wenn er das nicht glaubt oder nicht mehr weiß, so werden wir ihn daran erinnern, was er ist: arbeitslos. Und was das bedeutet. Auch dann, wenn es keine Arbeit mehr gibt.“ (S. 177)
Die negative Sicht der Arbeitsverwaltung, der Politik und der Trainer auf die Arbeitslosen steigert sich im Roman stetig bis hin zu offen geäußerten Vernichtungsgedanken. „Wir könnten euch jederzeit fallen lassen“, äußert der Trainer Ansgar Fest in einem Moment des Ärgers. „Es wäre sogar möglich, in diesem Land gut zu leben … In einigem Wohlstand und Luxus … Mehr oder weniger unbekümmert … Würde man von sieben bis acht Millionen arbeitslosen Fällen spontan absehen … Würde man diese Millionen einfach abziehen … Würde es diese Millionen nicht geben“. Die immer aggressivere Atmosphäre erfasst auch die Schulung selbst. Karla, die sich der Gehirnwäsche verweigert, wird im Keller interniert, zu ihrem Schutz vor der Wut der angepassten Teilnehmer, wie es heißt. Hier beängstigt sie der Trainer mit seinen Bestrafungsphantasien, seinen Plänen, den Unterricht im Stile des Milgram-Experiments umgestalten: „Für jede Fehlleistung wird ein Trainee mit einer entsprechenden elektrischen Leistung sanktioniert.“
Die Trainer des Sphericon sehen Arbeit als unverzichtbar für die Gesellschaft. Arbeitslosigkeit sei nicht primär ein Geldproblem. Wenn es keine Arbeit mehr gäbe, phantasiert Ansgar Fest gegenüber der im Keller eingesperrten Karla, müsse man Maschinen erfinden, die Arbeit simulierten. Maschinen, die die perfekte Simulation wirklicher Arbeit gewährleisteten, „nicht nur visuell, sondern auch akustisch, gustatorisch, olfaktorisch“ Für Fest sind weder Freiheit noch Menschenwürde oder Gemeinschaft denkbar ohne Arbeit: „Wer nicht arbeitet, soll nicht essen.“ Das wirkungsmächtige Zitat, ursprünglich als Bestandteil des 2. Briefs an die Thessalonicher dem Apostel Paulus zugeschrieben, hat als Credo der Arbeitsgesellschaft seinen Weg durch die Geschichte gemacht. Für Ansgar Fest ist die einzig denkbare Legitimation der Arbeitslosen, dass sie den Wert der Arbeit verdeutlichen.

### Das falsch begangene Leben
Aus der Sicht des Sphericon bleibt die Arbeitslosigkeit falsch begangenes Leben, das zu beerdigen ist. Dabei zielt der Roman auf die Beklommenheit des Lesers nicht durch die Schilderung besonderer Grausamkeiten wie etwa Orwells „1984“, sondern durch die Nähe zur Realität der verwalteten Welt.
„Eine doppelplusungute Orwell’sche Satire? Die Welt, die einem in Zelters Roman begegnet, scheint sehr vertraut. Sie setzt sich in dichter Montagetechnik aus lauter bekannten und schäbigen, kleinen und großen Missständen zusammen, die – auf eine nur leicht verschärfte Vision der gegenwärtigen sozialpolitischen Misere projiziert – einen ebenso banalen wie finsteren Gesamteindruck bewirken. Nichts ist spektakulär grausam und schockierend. Jedenfalls nicht schockierender als die alltägliche Leistungskürzung oder die alltägliche Abschiebehaft. Menschenleben sind von Computerdaten abhängig, Individuen werden, sobald sie auf ihrer eigenen Identität bestehen, zum Störfall, den es abzustellen gilt: dieses Welt- und Menschenbild, für das im Roman 'Sphericon' steht, gehört zu den Organisationsprinzipien von Behörden im Umgang mit Menschen.“
Die Deklassierung der Arbeitslosen dokumentiert sich nicht nur im Mangel jeglichen Widerstandes gegen die Maßnahmen. Winfried Rust weist in seiner Rezension auf die schiefen Bewegungen der Arbeitslosen hin: „Die Koppelung von Selbstwert und Arbeit ist den Arbeitslosen bis in die Körper eingeschrieben.“ Es wird den Menschen deutlich gemacht, Schritt für Schritt und von allen Instanzen, dass ihre gesamte Existenz angesichts ihrer Arbeitslosigkeit als verfehlt zu betrachten ist. Der „berühmte Talkmaster“, der Bundespräsident, die Broschüren der Arbeitsagentur machen es deutlich: Das gesamte Leben eines Arbeitslosen war und ist verfehlt, das gilt es einzusehen.
„Einsicht in die eigene Lage, in die Unhaltbarkeit fehlgeleiteter Hoffnungen und Wünsche, in die Ungangbarkeit eines beschrittenen Lebensweges. Wenn man will: Einsicht in ein falsch begangenes Leben.“ (S. 12)
Eine der ersten Schulaktionen ist das Ausheben eines Grabes. Die Teilnehmer werden auf eine abgelegene Wiese getrieben, wo sie unter Druck graben müssen. Am Ende stehen die Schulungsteilnehmer an ihrem gemeinsam geschaufelten Grab.
„Jeder soll sich gut überlegen, wo er steht, nicht ohne Grund an einem Grab, und was es in diesem Grab zu begraben gilt. Nicht nur falsche Hoffnungen, unhaltbare Illusionen oder abstruse Traumgebilde. Nicht nur einzelne Fehler oder Verhaltensweisen oder misslungene Lebensläufe. Es gilt einen Strich zu ziehen, einen Schlussstrich, einen tiefen Grabenstrich. Es gilt ein verfehltes, ein in Sackgassen verranntes Leben offen zu bekennen – und dann zu Grabe zu tragen.“ (S. 38)
Es ist nicht nur die Geschmacklosigkeit dieser Aktion, die irritiert, sie verrät auch die durch den gesamten Schulungsoptimismus kaum verdeckte tiefe Verachtung der Arbeitslosen, deren Menschlichkeit hier zu Grabe getragen wird. Zelter selbst weist darauf hin, dass es ihm in seinem Roman nicht nur um das Phänomen der Arbeitslosigkeit geht. Der Vorwurf des „falsch gelebten Lebens“ stehe für Zurückweisungen des einzelnen Menschen überhaupt: „Schauspieler sind zu alt, Verkäufer zu wenig blond, Manuskripte nicht unterhaltsam genug.“

### Charaktermasken
Die Arbeitslosen wie ihre Trainer und Verwalter sind reduziert auf Charaktermasken, nur vereinzelt blitzen Persönlichkeitsreste auf. Fast rückstandsfrei gehen die Akteure in ihren von außen definierten Rollen auf. Zelter durchbricht dieses Prinzip vor allem mit der kurz angerissenen Begegnung zwischen Karla Meier und Roland Bergmann. Hier werden am deutlichsten im Roman menschliche Gefühle und Gedanken entwickelt, die selbst in ihren harmlosesten Aspekten dem System Sphericon diametral entgegenstehen. Dabei entwickelt sich Widerstand nicht aus dem Aufbrechen erotischer Bedürfnisse in der sterilen Verwaltungswelt, sondern eher in stiller Nachdenklichkeit. Auch Karla und Roland finden keinen Ansatzpunkt, dem System weicher Totalkontrolle realen Widerstand entgegenzusetzen. Auch Karla, die sich bis zum Romanende der Integration in die schöne neue Bewerberwelt verweigert, gelingt der Ausbruch nicht.
Dieser Mangel an realistisch gezeichneten, menschlichen Figuren ist gleichzeitig der Hauptkritikpunkt der Rezeption in den Feuilletons.
„Einige Lektürezeit geht dahin, hinweg über Figurenschemen, Propagandaphrasen, Demütigungsroutinen – bis der Erzähler dann doch noch zwei Individuen einführt, welche, den Anforderungen des Genres gehorchend, in Opposition gehen. Karla und Roland werden hingeworfen als Träger von biographischen Elementen, von Kindheitserinnerungen, von zwischenmenschlichem Interesse; sie verstoßen gegen die Regeln, indem sie eine geistige statt der erwünschten sexuellen Beziehung aufnehmen.“
In der Gestalt des Schulpsychologen Dr. Lichtenstein entwirft Zelter das Bild einer Wissenschaft vom Menschen, die nach der persönlichen Schuld der Arbeitslosen sucht, nach der „Psychogenese der Langzeitarbeitslosen“. Die Psychologie hat ihre humanistische Perspektive aufgegeben und erscheint als Organisationswissenschaft. Sexualität erscheint als Übungsfeld für Bewerbungen. Karla fasst es nach einem nächtlichen Termin bei Lichtenstein so zusammen: „Wie der Mensch früher in der Religion: alles gegen die Menschen, alles zugunsten der Welt und ihrer Götter.“ (S. 89)
Der Identitätsverlust der Figuren des Romans entwickelt sich zum Teil aus der Situation im Sphericon. Bewusst hat man Bewerber aus verschiedenen Regionen zu Gruppen zusammengebracht. Man kennt sich nicht, hat keine gemeinsame Geschichte. Durch die Arbeitslosigkeit fällt auch der Beruf als Identitätsquelle weg. Der gezielte Druck, die bisherige Identität aufzugeben, kommt hinzu. „Vergessen Sie alles, was Sie bisher gelernt haben“, heißt es immer wieder in Ansprachen und Unterrichtsstunden. Nur „flüsternd“ nennen einige der neu eingetroffenen Arbeitslosen daher einander ihre Namen, nur eine Frau hält an ihrer beruflichen Identität als Floristin fest, trägt sogar eine mit Blumen bestickte Bluse, um ihren Beharrungswillen zu unterstreichen.
Die Schulung beginnt mit dem Schaufeln eines Grabes. Das Team Apollo muss ein Loch ausschachten, an dem man sich am nächsten Tag versammelt. Ansgar Fest fordert die Schüler auf, ihr bisheriges Leben als verfehlt zu begraben, ihre Illusionen und Träume zu vergessen. „Es gilt ein verfehltes, ein in Sackgassen verranntes Leben offen zu bekennen – und dann zu Grabe zu tragen.“ Der Verlust der Identität wird zum Programm.

## Rezeption
Zelters Roman wurde überwiegend positiv besprochen. Das Lob gilt dabei zunächst der präzisen Sprache Zelters.

„Die Schule der Arbeitslosen ist eine bitterböse Satire mit einem großen Maß an Aktualität. Joachim Zelter liebt die Sprache – und die Sprache liebt ihn.“

Positiv hervorgehoben wird auch die Realitätsnähe des Romans. Zelters negative Utopie bleibe, anders als Orwells düstere Zukunftsvision, nahe an der Realität der verwalteten Arbeitslosigkeit. Entgegen der Vorahnung brutaler Kontrolle durch totalitäre Systeme ziele Zelters Roman stärker auf die Realität.

„George Orwells "1984" schimmert als blasse Erinnerung durch die Zeilen. Die bittere Satire auf den Totalitarismus des 20. Jahrhunderts hat sich jedoch überholt. Und auch Aldous Huxleys Horrorvision einer puren Konsumwelt entspricht nicht mehr den gesellschaftlichen Schreckensbildern der Gegenwart. Bei Zelter gibt es zwar noch die Einsamkeit der Menschen in einer durchrationalisierten Welt, doch weder Wahrheitsverwaltung noch Konsumrausch spielen für den 44-Jährigen die vorherrschende Rolle. Zelters Big Brother heißt "Bundesagentur für Arbeit". Und die will gar nicht mehr alle Menschen kontrollieren. Wer überflüssig geworden ist, den gilt es nur noch zu entsorgen.“

„Zur denkbar kältesten Attacke auf den Mythos Vollbeschäftigung macht das Buch allerdings sein Schluss, eine Art stille Eskalation des Szenarios. Die Kür des einen neuen Trainers ist darin nur der Auftakt. Zur bitteren Pointe, die natürlich nicht verraten werden soll, sei bloß gesagt: Konsequenter ist die Frage, was denn nun zu tun ist mit dem menschlichen Strandgut, das die strukturelle Arbeitslosigkeit im späten Informationskapitalismus massenhaft produziert, konsequenter ist diese Frage literarisch zuletzt nicht beantwortet worden.“

„Joachim Zelter spitzt in seinem Roman bekannte Phänomene der gegenwärtigen Beschäftigungskrise zu, zum Beispiel die Abwertung von Arbeitslosen oder das verbissene Bewerbungstraining. Das Ergebnis ist eine New-Economy-Diktatur, in der die »Sucharbeit« zum Lebenssinn wird. Der Arbeitslose Roland Bergmann wird trotz hoher sozialer und beruflicher Kompetenzen als Person entwertet.“

Kritik am Roman richtet sich vor allem gegen das Fehlen realer Menschen, auch wenn dies dem Konzept des Romans vollständig entspricht. Die Arbeitslosen verschwinden als Charaktere fast vollständig hinter ihren Bewerbermasken, ihre Individualität wird weitgehend widerstandslos ausgelöscht.

„Problematisch ist zudem, dass die Arbeitslosen nicht als Handelnde, sondern als Opfer dargestellt werden. Lebendige und widersprüchliche Figuren kommen nicht vor. Klara wird idealisiert, während Fest als das personifizierte neue Arbeitsregime auftritt. Der Plot ist bisweilen holprig. Die Internierung von Karla zum Beispiel ereignet sich recht plötzlich.
Das Trainer-Regime des Romans spielt an manchen Stellen auf den Faschismus an. Es gibt überraschende nächtliche Interviews, ein Plakat mit dem Spruch: »Careless talk costs jobs«, eine Deportationsmetapher, den Spruch »Work is Freedom«, der an den Nazi-Slogan »Arbeit macht frei« erinnert. Die Analogien zwischen dem Faschismus und der Sphericon-Ideologie werden aber nicht weiter vertieft.
Der Roman ist gelungen in seiner nüchternen Form, die die heutige Mentalität und Sprache der Arbeitsgesellschaft fortführt. Dem Unbehagen an einem neoliberal-autoritären Maßnahmenregime verleiht Joachim Zelter eine schlüssige Gestalt.“

Grundlegende Kritik am Roman formuliert vor allem Klaus Ungerer in der FAZ. Er kritisiert im Sinne einer traditionellen Romankonzeption das Fehlen von „Identifikationsangeboten“, den Mangel an „spannender Handlung“ und an einer „verdichteten, individuellen Sprache“.

„Die »Schule der Arbeitslosen« ist vor allem ein versiertes Spiel mit Rhetorik. Dass das Buch aber gar zu dicht und gar zu scharfsinnig auf unser Heute reagiere – also, da muss man doch bitten. Zu wohlfeil ist es, die derzeitigen Probleme unseres Kapitalismus und unserer Medienrealität mit der Sprache des Dritten Reiches zu verschränken – da bleibt die Analysentiefe doch recht seicht.
In der echten Welt gäbe es ja reichlich genug zu finden und zu beschreiben vom Zynismus, mit dem Arbeitslose sich heute zu befassen haben, von der Absurdität real vorhandener Schwachsinnsschulungen und Pseudobeschäftigungen, welche durch die Verlagerung in eine dystopische Zukunft hier ihren wirkungsvollsten Resonanzboden verlieren. Viel gäbe es zu sagen über die Debattenrhetorik, mit der von den Fehlfunktionen unseres Politwirtschaftssystems fernsehweit abgelenkt wird; auch verdient das tragikomische Monstrum der Bundesagentur für Arbeit literarische Aufmerksamkeit. Dass aber aus einer verfetteten, ratlosen, still vor sich hin wuchernden Behörde binnen weniger Jahre eine straff organisierte, totalitäre Institution werden könnte – alles, was recht ist, das ist wahrhaftig nicht die größte Angst unserer Tage.“

## Dramatisierung
Inzwischen wurde der Roman auch für das Theater umgesetzt. Zelter selbst erarbeitete zwei Bühnenfassungen. Zunächst brachte das „Polittbüro Kabarett GbR“ im April 2007 den Roman als szenische Lesung auf die Bühne, es folgten zeitgleich im Dezember 2007 Aufführungen in der Neuen Bühne Senftenberg und im Stadttheater Osnabrück. Am 1. Februar 2008 folgte eine Inszenierung der Vereinigten Städtischen Bühnen Krefeld und Mönchengladbach unter der Regie von Christian von Treskow, dem zukünftigen Leiter des Wuppertaler Schauspiels.
Das für sein Engagement für das zeitgenössische Drama ausgezeichnete Osnabrücker Schauspiel entwickelte in Zusammenarbeit mit Arbeitslosen eigene Szenen aus dem Roman. Die Presse bewertete die Regiearbeit von Nina Gühlsdorff unterschiedlich. Teilweise wird kritisch angemerkt, die Inszenierung setze zu sehr auf seichte Lacher und vermittle die Schärfe des Romans nicht.

„Wo Zelters Text Missverhältnisse aufbaut, wo er eine Überwältigungsmaschine mit grinsendem Antlitz ins Werk setzt, da präsentiert Nina Gühlstorff in Osnabrück nur ein joviales Miteinander. Die Riege der Arbeitslosen ist immer für einen flotten Spruch gut, während den SPHERICON-Trainern (Anjorka Strechel, Laurenz Leky, Steffen Gangloff), erkennbar an ihren grünen Satin-Anzügen und der stolz geschwellten Brust, der Biss fehlt. Statt eines Blicks auf den spottenden Zynismus ihres Flexibilitätswahns erhalten wir grelle Discoeinlagen mit Rastaperücken und Baströckchen. Wie beim "Kindergeburtstag", heißt es. Wie wahr.“

Positiver beurteilte Thorsten Stegemann in der taz die Regiearbeit. Dass Nina Gühlstorff „Berichte von Berufsberatern und Hartz-IV-Empfängern, aber auch spontane Eingebungen ihrer Schauspieler und Laiendarsteller in die Proben einfließen“ ließ, habe die literarische Vorlage erheblich aufgewertet. Auch das Einspielen von Videosequenzen und Musik bewertet Stegmann positiv. Bemerkenswert ist in diesem Zusammenhang auch die Zusammenarbeit des Osnabrücker Schauspiels mit dem Berufsschulzentrum am Westerberg. Innerhalb des Deutsch- und Politikunterrichts wurde das Thema Arbeitslosigkeit bearbeitet, Schüler gestalteten eine Ausstellung zum Drama. Es wurden u. a. fiktive Lebensläufe verfasst, Werbeflyer für das Schulungszentrum Sphericon und Zeichnungen zum Thema Arbeitslosigkeit entworfen. Die im Unterricht entstandenen Arbeiten wurden teilweise im Theaterfoyer ausgestellt.
Auf überregionales Interesse stieß die Inszenierung in Senftenberg in der Niederlausitz von Intendant Sewan Latchinian. Hartmut Krug lobte im Deutschlandradio Kultur vor allem die schauspielerische Leistung von Inga Wolff als Karla und die dichte Gestaltung der Studiobühne (Bühnenbild Tobias Wartenberg). Lediglich die Schlussszenen nach dem Erfolg Bergmanns und der Resignation Karlas verliefen „etwas zäh und spannungslos an ihr menetekeliges Ende.“
Noch deutlicher lobte Britta Weddeling im Tagesspiegel die Senftenberger Inszenierung. Sie verweist auf die deutlichen Bezüge zur hohen Arbeitslosigkeit in der Region. Nach Abwicklung des DDR-Braunkohletagebaus sei dort jeder Vierte arbeitslos. „Weil Hartz IV 1,50 Euro pro Tag für „Kultur“ berechnet und davon keine Theaterkarte zu kaufen ist, haben die Arbeitslosen freien Eintritt bei allen Generalproben.“

„Auf der Bühne gibt es keine Schwimmbäder, überdimensionalen Videoprojektionen, keine BlendArien, Wagnerchöre oder Tiere. Hier konzentriert sich alles auf das Spiel der Akteure, das beklemmend intensiv in den Zuschauerraum übergreift. Wenn es im kindlichen Gesicht von Trainee Bergmann (Christian Mark) arbeitet, dessen Biologiestudium höhnisch als „Zeitverschwendung“ abgetan wird. Wenn Bewerbungscoach Fest im weißen Trainingsanzug und grünen Arztkittel der arbeitslosen Floristin Anne (Juschka Spitzer) brutal sein „Sie sind zu alt!“ ins Gesicht schleudert. „Sphericon“, wie Autor Zelter das fiktive Arbeitsbeschaffungsprogramm der Bundesagentur für Arbeit nennt, vernichtet jeden Stolz gnadenlos.“

Die Senftenberger Inszenierung – so Weddeling – mache Mut mit den Mitteln der Groteske, Mut, über die „scheinbar allmächtigen Jobvermittler“ zu lachen.
In der Krefelder Inszenierung montierte von Treskow Prosapassagen mit Dialogsequenzen. Trotz fehlender Identifikationsfigur ist es laut der Theaterkritik gelungen, diese Elemente spannungsreich zu verknüpfen. Das Bühnenbild (Sandra Linde) präsentierte das Sphericon zunächst als Internierungslager. Im zweiten Teil setzte von Treskow die absurde Steigerung des Geschehens um als Konfrontation zwischen den Ausbildern als bösen Clowns und den Arbeitslosen als traurigen Pierrots. In der Westdeutschen Zeitung lobt Klaus M. Schmidt die satirischen Attacken der Inszenierung, auch gegen die „unseligen TV-Selektionsshows“.

## Text
- Joachim Zelter: Schule der Arbeitslosen. Klöpfer & Meyer, Tübingen 2006, 205 Seiten, ISBN 3-937667-71-7
- unter gleichem Titel auch als Theaterstück, erschienen bei Whale Songs Communications Verlagsgesellschaft mbh & Co. Hamburg (bisher aufgeführt von: Polittbüro Kabarett GbR, Städtische Bühnen Osnabrück GmbH, Neue Bühne Senftenberg, Vereinigte Städtische Bühnen Krefeld und Mönchengladbach, Stadttheater Lindau)[44]
- Übersetzung ins Französische: Zelter, Joachim : Chômeurs Academy. Übersetzt von Leïla Pellissier. – Éditions Autrement.